# Festival de Lama de Boryeong

O Festival de Lama de Boryeong (em coreano 보령 머드 축제, AFI: [bo.ɾjʌŋ.mʌ.dɯ.tɕʰuk̚.t͈ɕe]) é um festival anual que acontece no verão na cidade de Boryeong, na província Chungcheong do Sul, na Coreia do Sul. A cidade fica a 200 km ao sul da capital do país, Seul. O primeiro festival ocorreu em 1998 e, em 2007, o evento atraiu mais de 2 milhões de visitantes para a cidade.
Apesar do festival ocorrer num período de cerca de duas semanas, o evento é mais famoso no seu último fim de semana, que é muito popular entre a população ocidental da Coreia. O fim de semana da última semana do festival normalmente acontece no segundo fim de semana do mês de julho.
A lama utilizada no festival é retirada dos lados de Boryeong e transportada até a área da praia de Daecheon. A lama é rica em minerais e matéria-prima e também é utilizada para a indústria de cosméticos local. O evento originalmente era como um veículo de marketing para os cosméticos que tinham a lama de Boryeong. Com a popularidade e crescente frequência do festival, novos eventos são realizados a cada ano no local.

## História do festival
Em 1996 uma gama de cosméticos foi produzida usando lama dos lagos de Boryeong e diziam que os cosméticos estavam cheios de minerais, como bentonita e germânio.
A fim promover estes cosméticos, o Festival da Lama de Boryeong foi criado. Através deste festival, esperava-se que as pessoas pudessem aprender mais sobre a lama e os cosméticos. O festival tornou-se popular entre os coreanos e turistas ocidentais, bem como militares americanos estacionados no país e professores de inglês estrangeiros que trabalham na Coreia do Sul.

## Atrações
No período do festival, várias grandes atrações são erguidas na área à beira-mar de Daecheon, incluindo uma piscina de lama, slides de lama, prisão de lama e competições de esqui de lama. Há também lama colorida, que é produzida para a pintura do corpo. Um grande palco é erguido na praia, que é usado para músicas ao vivo, competições e várias outras atrações visuais.
Há também um pequeno mercado ao longo da frente marítima, vendendo os cosméticos feitos com lama de Boryeong. Várias clínicas de saúde e beleza oferecem massagens, acupuntura e outros tratamentos que utilizam as qualidades medicinais da lama. O festival é encerrado com vários fogos de artifício.

## Galeria

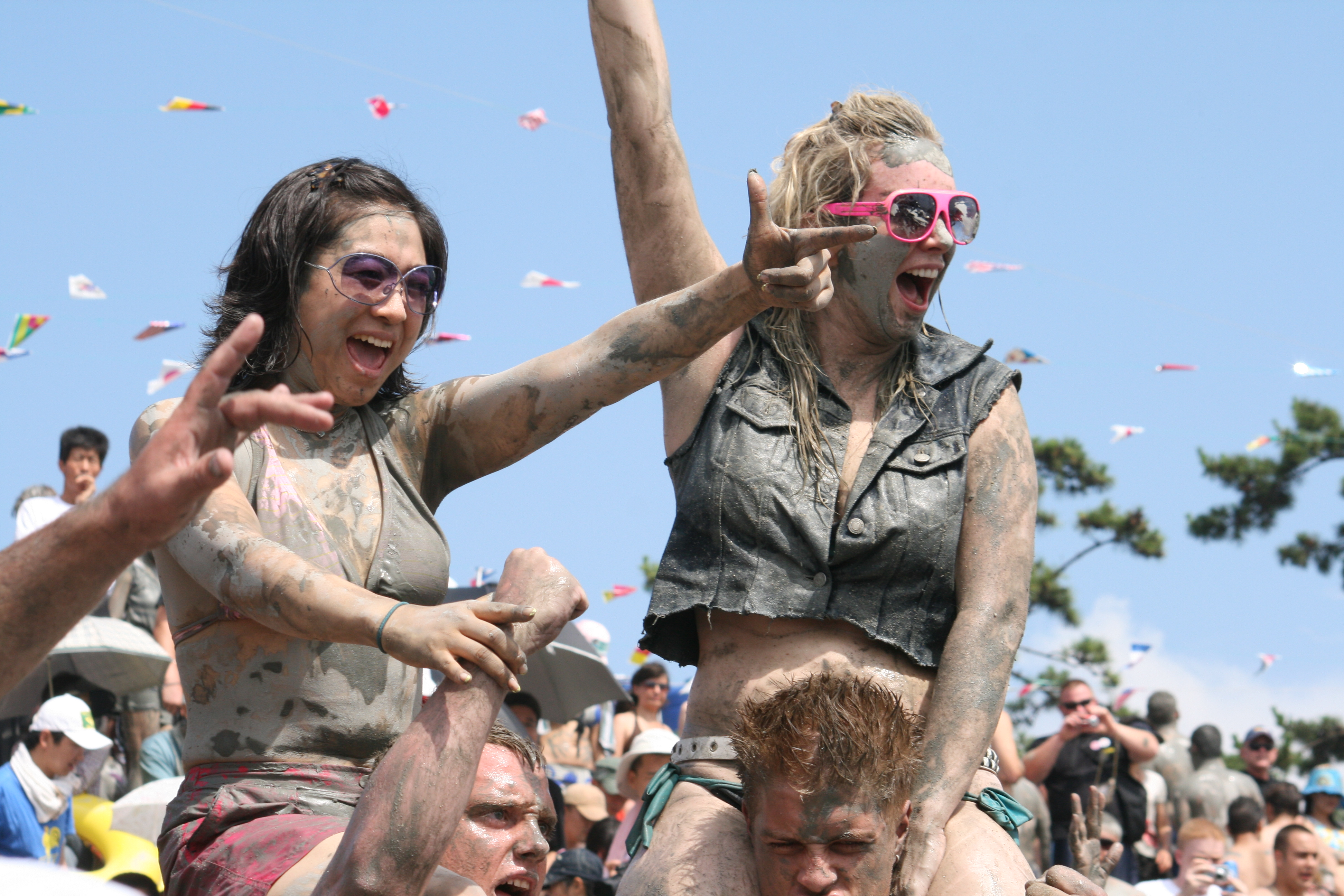
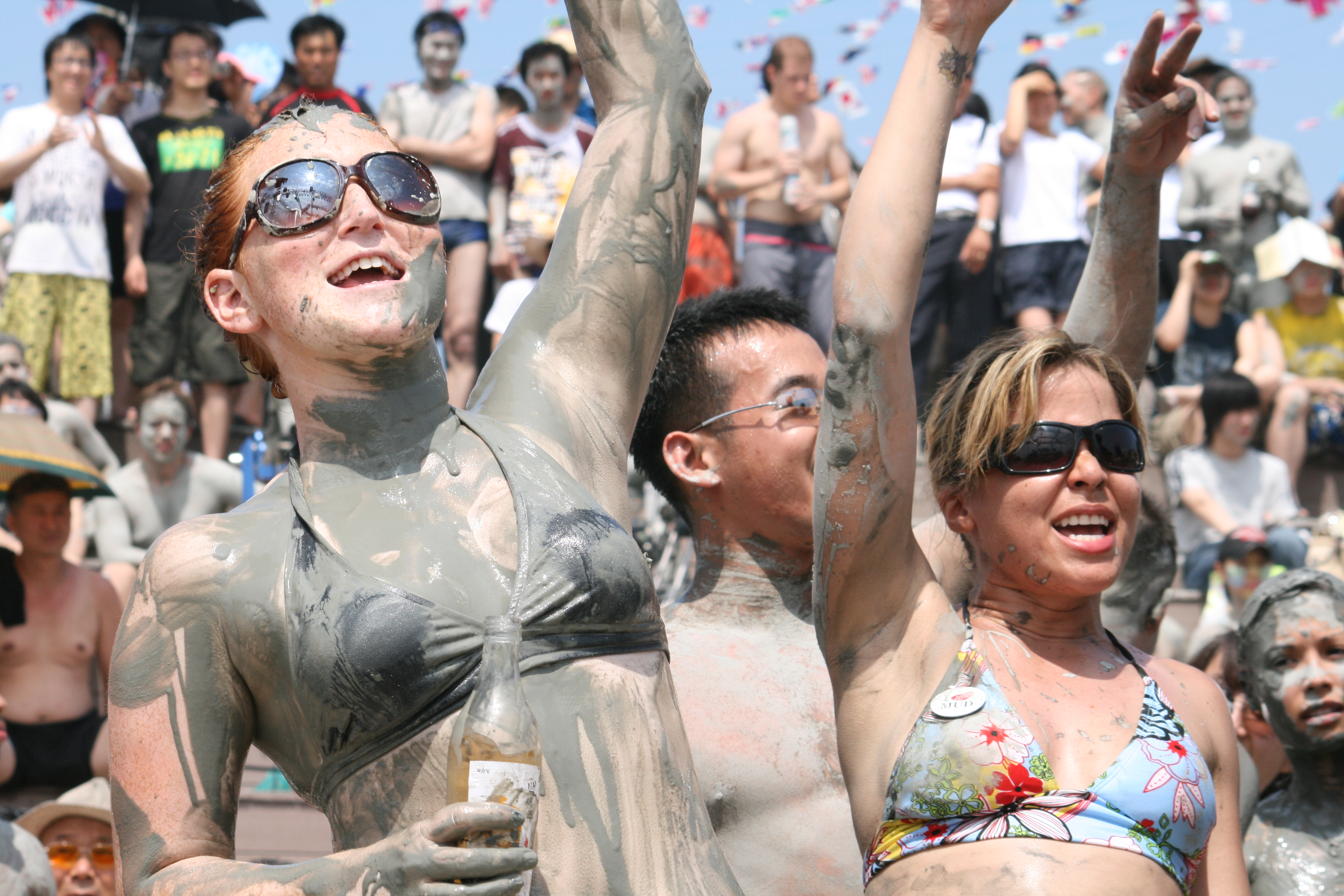
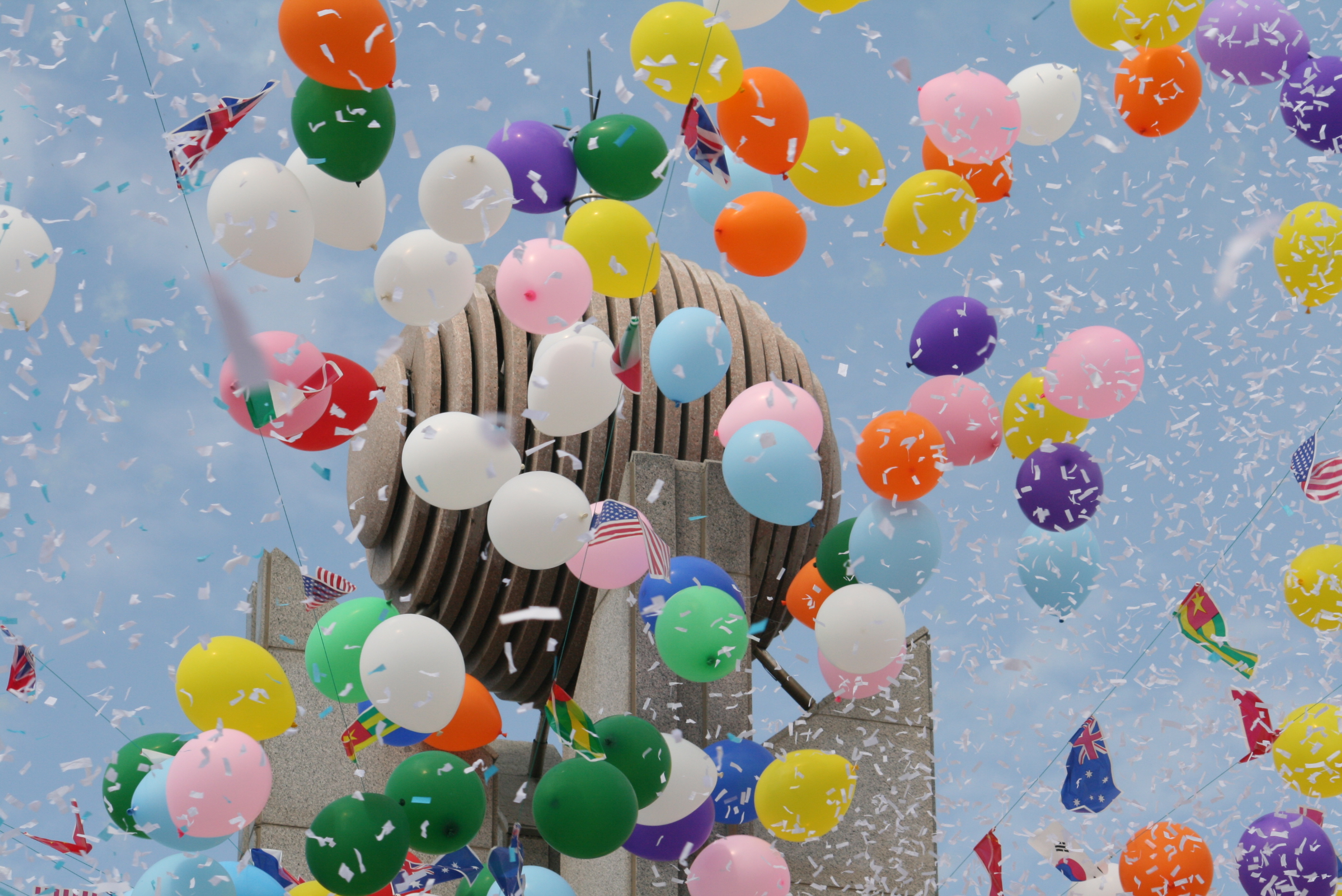
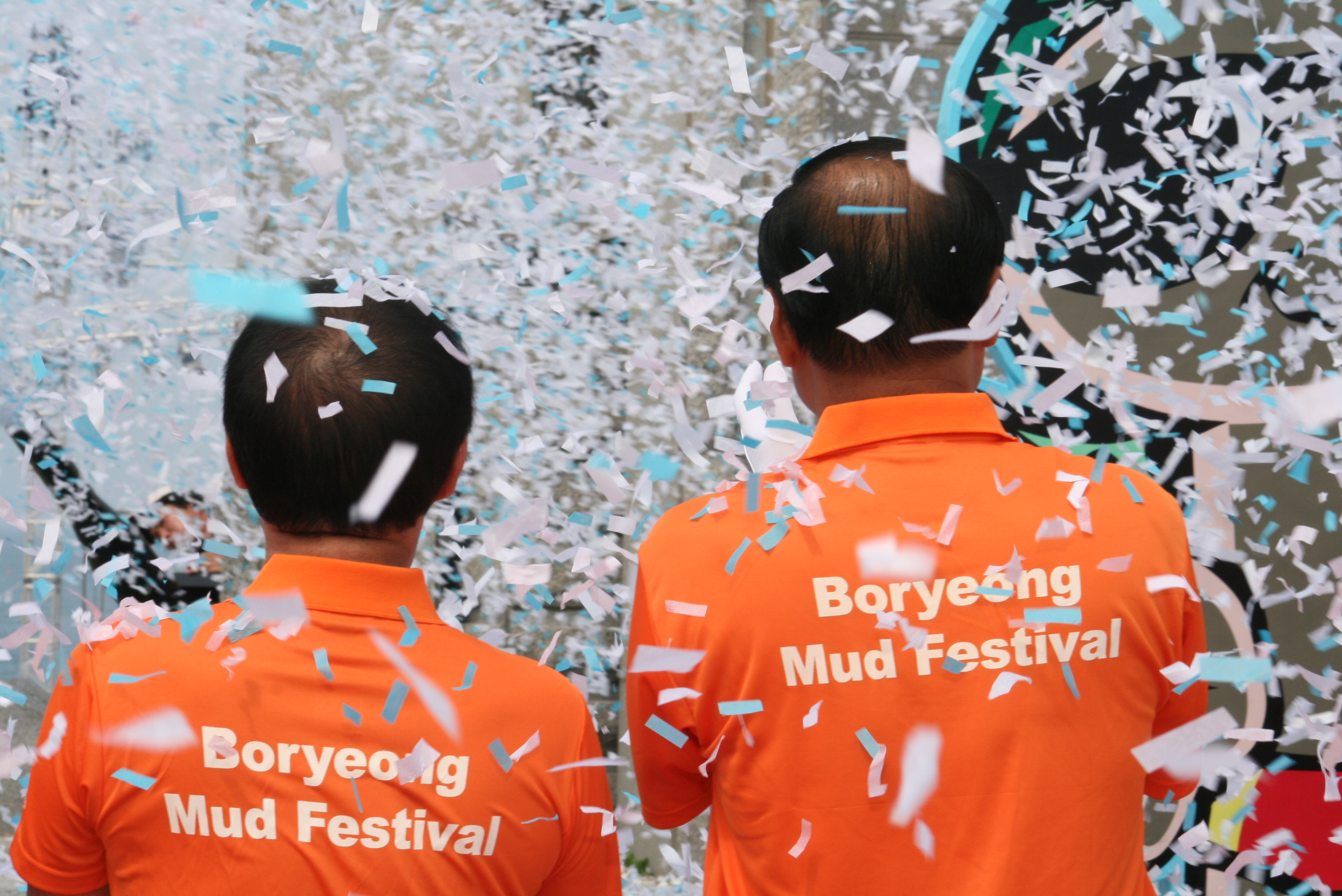
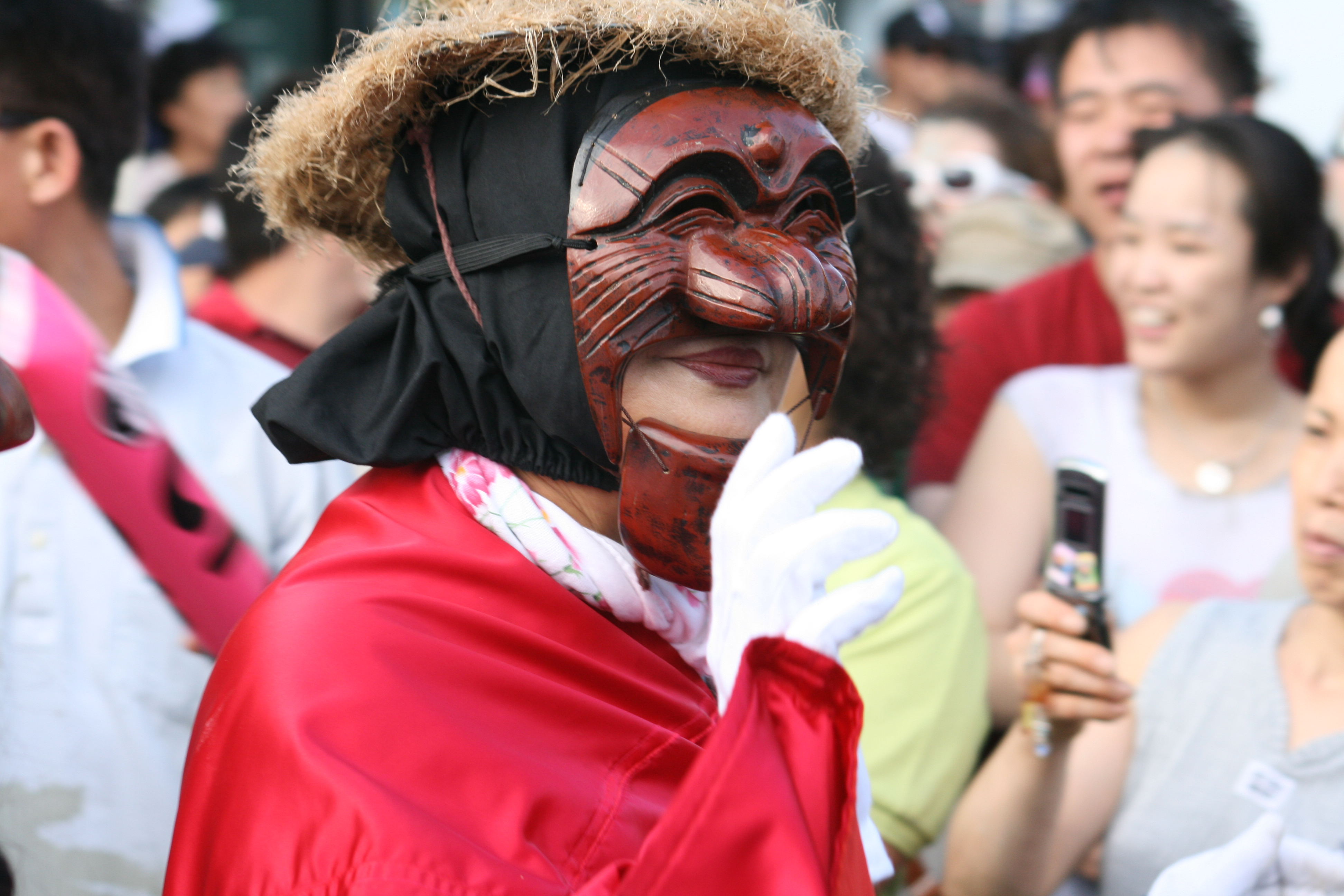
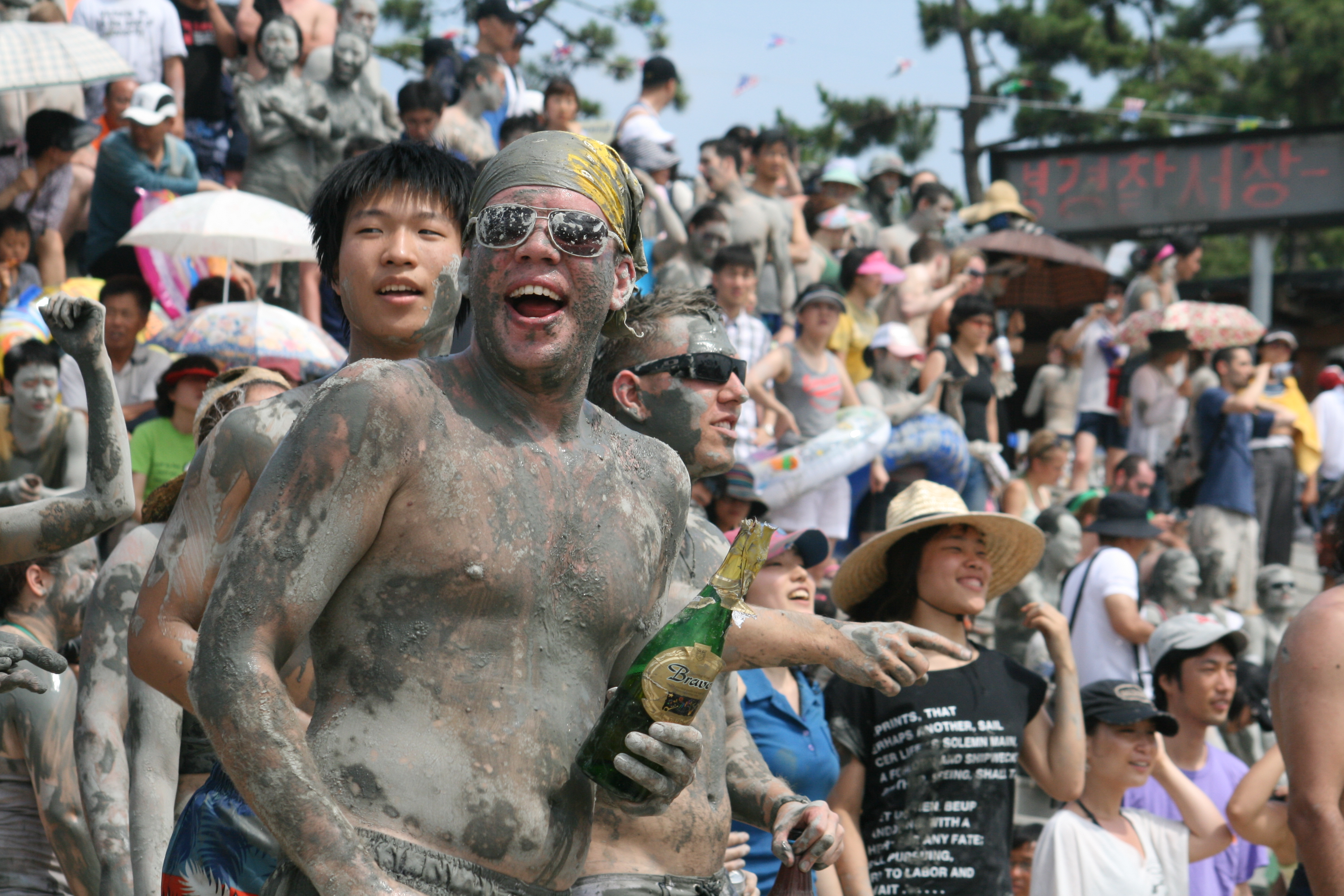
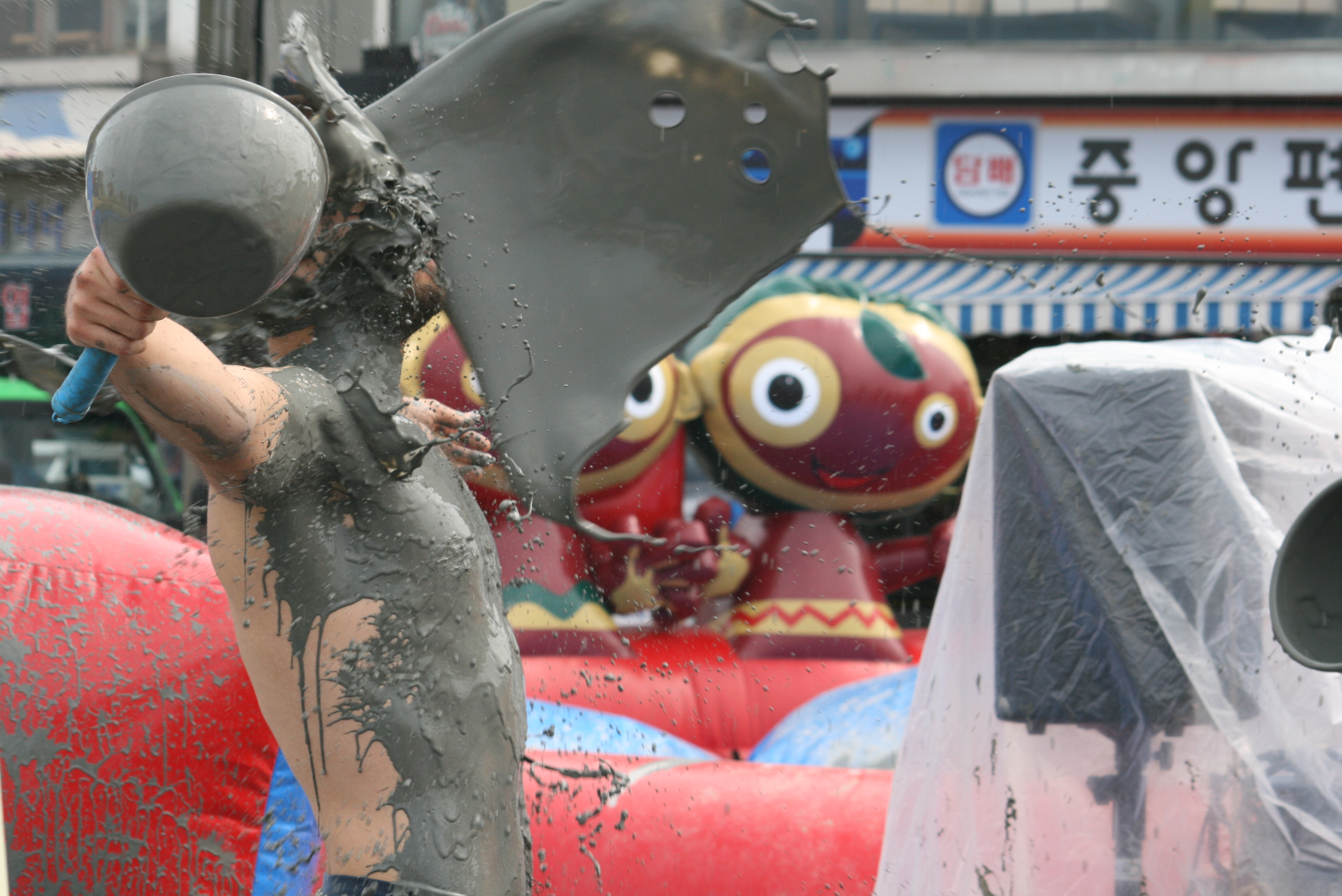
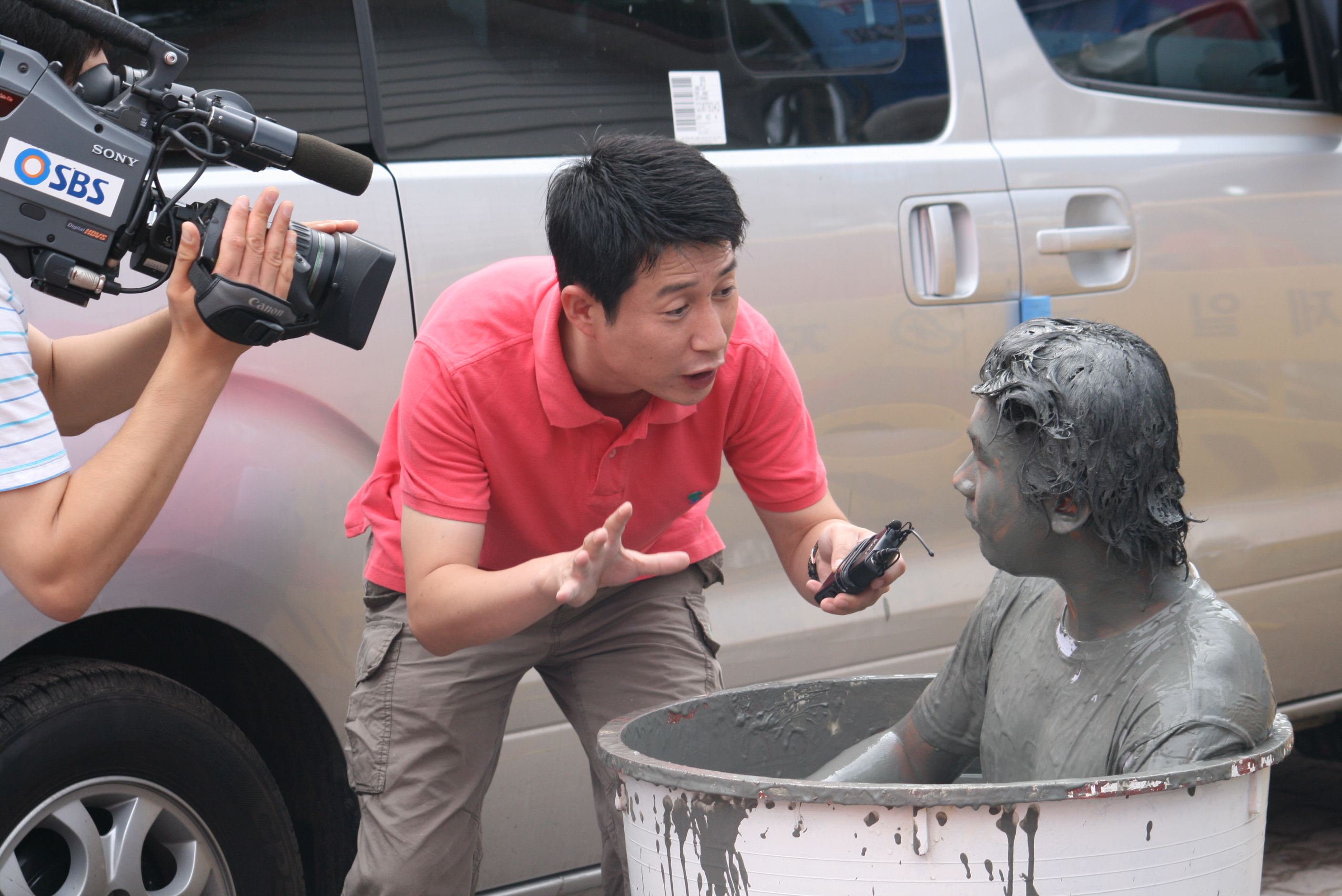
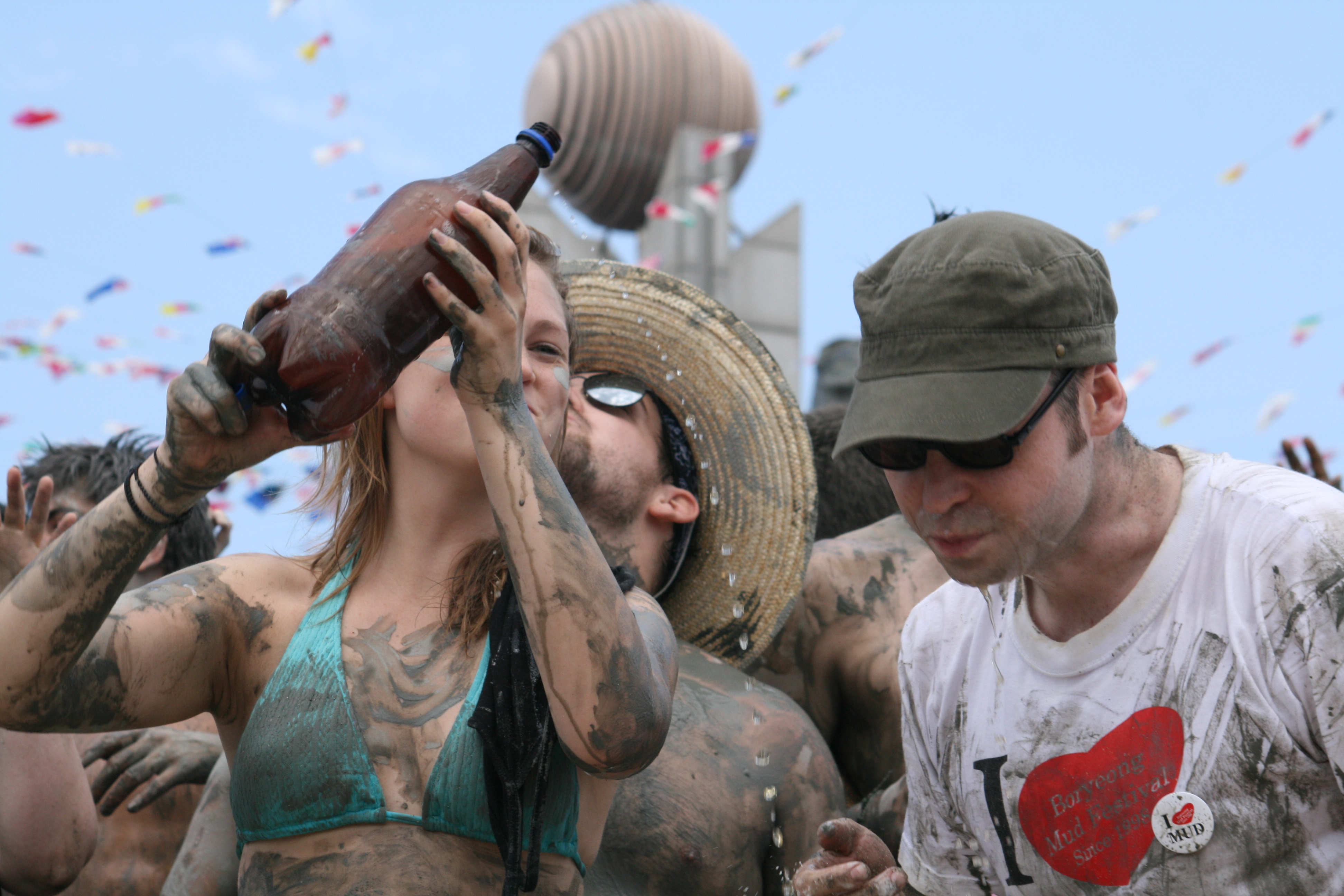
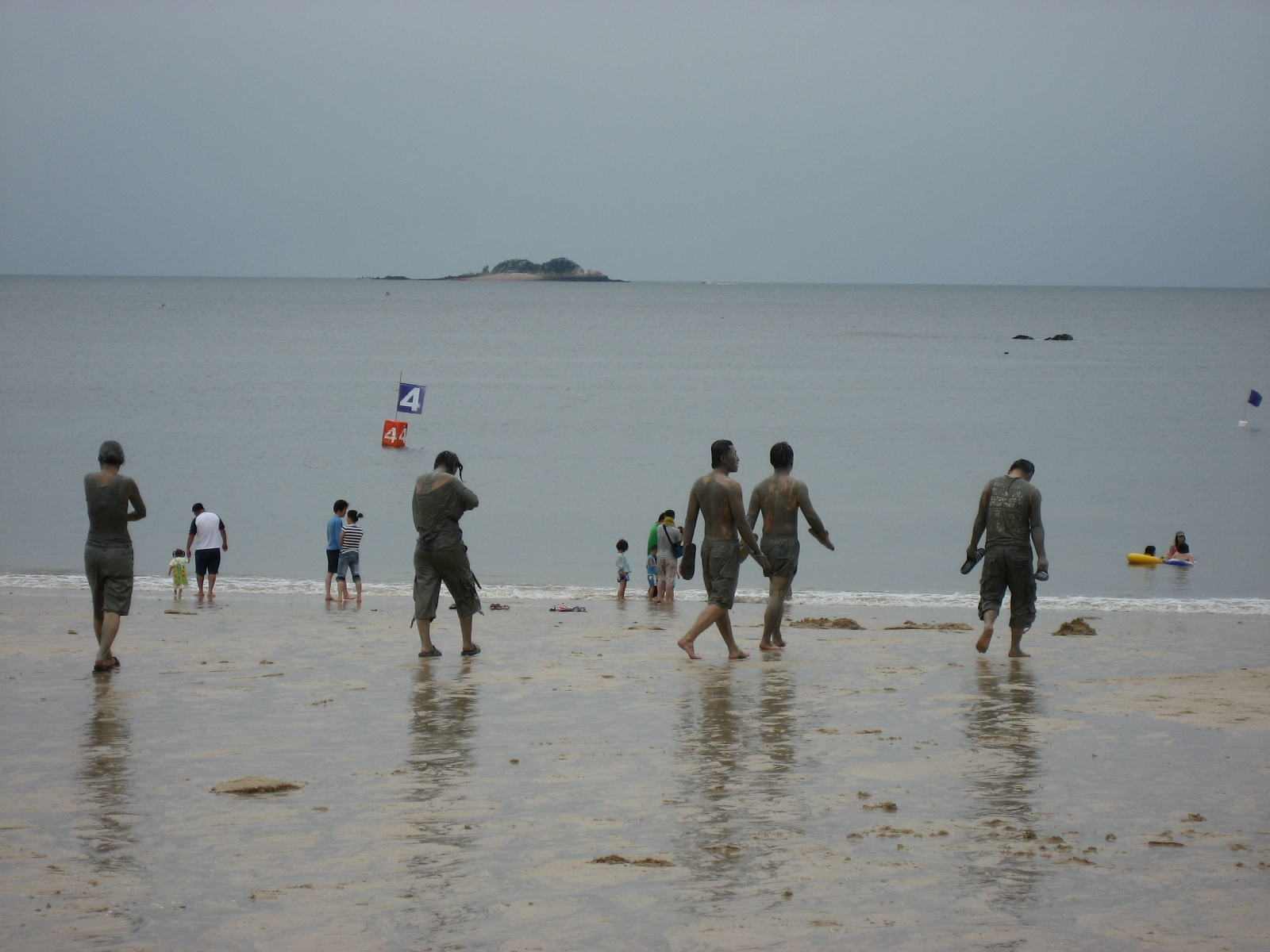

## Site oficial
- Página oficial